# Schönstattski pokret
Pokret Schönstatt je katolički marijanski pokret, kojeg je osnovao njemački svećenik Joseph Kentenich u Schönstattu 1914. godine. 
Otac Joseph Kentenich pokret je zamislio kao sredstvo duhovne obnove unutar Katoličke Crkve. Schönstatt je okrug unutar gradića Vallendara u okolici Koblenza. Kentenich je dobio na upravljanje kapelu u Schönstattu, gdje je 18. listopada 1914. godine i utemeljio pokret, sklopivši savez ljubavi s Marijom, moleći je da ta kapelica postane milosno mjesto, u kojem će ljudi dublje doživjeti Boga. Kentenich je tom prigodom rekao: "Želio bih rado učiniti ovo mjesto hodočasničkim i milosnim mjestom za našu kuću i za cijelu njemačku provinciju, a možda i dalje od toga. Svi koji ovamo dolaze neka iskuse Marijinu slavu i neka priznaju: Ovdje je dobro biti." Kapelica je posvećena Mariji Triput Divnoj, Kraljici i Pobjednici Schönstatta. U njemačkom jeziku, "Schönstatt" znači "lijepo mjesto".
Pokret Schönstatt naglašava snažnu pobožnost prema Blaženoj Djevici Mariji, koju gleda kao savršen primjer ljubavi i duhovne čistoće. Cilj je uspostaviti duhovni savez ljubavi s Djevicom Marijom i Isusom. Pokret potiče svoje članove, da imaju čvrstu vjeru i čistoću srca te da gledaju na Mariju kao majku i odgojiteljicu u vjeri i ljubavi. 
Središnje mjesto u pokretu je schönstattsko svetište. Prvo svetište koje je nastalo u Schönstattu, danas se naziva Prasvetište. Članovi pokreta podigli su dvjestotinjak kapelica širom svijeta, koje su preslika Prasvetišta i imaju identično unutarnje i vanjsko uređenje. Takva kapelica podignuta je i u Maloj Subotici u Međimurju 2010. godine. U kapelici glavno mjesto zauzima oltar sa slikom Marije Triput Divne. U rujnu 2018. godine, u Ivanovcima pokraj Valpova (filijala župe Gospe Snježne u Harkanovcima), posvećeno je drugo schönstattsko svetište u Hrvatskoj.
Pokret je sada aktivan u oko 40 zemalja svijeta. Najaktivniji je u Njemačkoj, zapadnoj i srednjoj Europi, Južnoj Americi i Indiji, te je uključen u razne apostolske akcije, uključujući i misionarski rad, djela ljubavi i obrazovanje. 
Mnoge zajednice formirane su unutar pokreta. Postoje schönstattske zajednice svećenika, časnih sestara, obitelji, mladih i sl. u cijelom svijetu, te je ukupno blizu milijun članova.

## Unutarnje poveznice
- Joseph Kentenich
- Marija Triput Divna
- Schönstattske kapele